# Trichiusa transversa
Trichiusa transversa är en skalbaggsart som beskrevs av Thomas Casey 1906. Trichiusa transversa ingår i släktet Trichiusa och familjen kortvingar. Inga underarter finns listade i Catalogue of Life.